# Fafouin
Fafouin ou Fafoin est une série télévisée québécoise pour la jeunesse en onze épisodes de 25 minutes en noir et blanc diffusée entre le 30 juin et le 8 septembre 1954 à la Télévision de Radio-Canada.

## Au sujet du titre de l’émission et du nom de certains personnages
Dans le téléhoraire la Semaine à Radio-Canada publié hebdomadairement, lors de la diffusion originale, en 1954 et 1955 le titre est écrit Fafouin.
Dans le documentaire Au pays de Fanfreluche, on peut y voir des courts extraits de l'émission Fafouin. On peut y voir également le générique d'un épisode. Le titre s'écrit Fafoin (sans u), suivi de Fanfreluche Kim Yaroshevskaya; le personnage Fafouin (avec un u) Guy Messier et du Pirate Maboul (sans e) Jacques Létourneau. Le Répertoire des séries, feuilletons et téléromans québécois de 1952 à 1992 écrit en 1993 par Jean-Yves Croteau réfère à la série sous le nom de Fafoin (sans u); le personnage Fafouin (avec un u) Guy Messier et du Pirate Maboule (avec un e) Jacques Létourneau.
Avec les informations disponibles, il n'est pas possible de déterminer si la série a changé de titre au cours de sa diffusion.

## Synopsis
C'est l'histoire d'une petite fille qui joue avec les jouets d'un coffre à jouets. Parmi ces jouets se trouve le clown Fafouin, le Pirate Maboule et la poupée Fanfreluche. Tous ces jouets s'animent et prennent vie.

## Synopsis des épisodes
Du 30 juin au 8 septembre 1954, le téléhoraire hebdomadaire La Semaine à Radio-Canada annonce la diffusion de la série Fafouin (écrit avec un « u »). Voici les informations disponibles :
1. Avec Guy Messier et la troupe du Grenier. Scène : Mlle Naphtaline va faire le ménage du grenier, mais tout ce qui y dormait s’anime soudain… Premier épisode de la série. Diffusion : le mercredi 30 juin 1954 à 17 h 30.
2. Avec Guy Messier et la troupe du Grenier. Aujourd'hui : Le pirate Maboule a mal aux dents. Ses amis Fafouin, Fanfreluche et Gudule s’emploient à le soulager. Diffusion : le mercredi 14 juillet 1954 à 17 h 30.
3. Avec Guy Messier et la troupe du Grenier. Aujourd'hui : Fanfreluche vole la lune. Des voleurs s’introduisent dans le grenier de Fafouin. Diffusion : le mercredi 21 juillet 1954 à 17 h 30.
4. Avec Guy Messier et la troupe du Grenier. Aujourd'hui : deux nouveaux personnages : Hans von Guttenacht l’antiquaire et madame My Eye. Diffusion : le mercredi 28 juillet 1954 à 17 h 30.
6. Avec Guy Messier et la troupe du Grenier. Ce soir : Fafouin rêve d’un cirque; ses compagnons entrent dans la ronde. Diffusion : le mercredi 18 août 1954 à 17 h 30.
7. Avec Guy Messier et la troupe du Grenier. Ce soir : L’équipe du Grenier découvre enfin un trésor caché depuis 1867 par le Seigneur Latoupie de Saint-Prunier. Diffusion : le mercredi 25 août 1954 à 17 h 30.
Le dernier épisode de la série fut diffusé le 8 septembre 1954, à 17 h 30. Aucun Synopsis.
Du 1er juillet au 23 septembre 1955, le téléhoraire hebdomadaire La Semaine à Radio-Canada annonce la diffusion de la série Fafouin (écrit avec un « u »). La seule information additionnelle disponible est la suivante : « La troupe de Guy Messier ». Kim Yaroshevskaya confirme qu'il s'agissait d'une deuxième saison.

## Distribution
- Roger Garand[2]
- Jacques Létourneau : le Pirate Maboule
- Guy Messier : le clown Fafouin
- Francine Montpetit : mademoiselle Naphtaline
- Huguette Uguay : la pendule Gudule
- Kim Yaroshevskaya : la poupée Fanfreluche

Lors d'une émission spéciale, Jacques Létourneau mentionne également qu'il aurait eu le personnage de Sarriette.

## Fiche technique
- Scénarisation : Lise Lavallée et Guy Messier
- Réalisation : Marie Choquette, Fernand Doré et Maurice Leroux
- Société de production : Société Radio-Canada

## Commentaires
- Maurice Ravel dans sa pièce L'Enfant et les Sortilèges aborde également le thème des jouets qui prennent vie.
- Le film Toy Story aborde également le même thème.
- Fafouin, la première série de Picolo et Le Cirque Alphonsino ont été précurseurs de ce qui allait devenir La Boîte à Surprise.
- Le télé-horaire La Semaine à Radio-Canada publie un article sur le Clown Fafouin, à la première page de la semaine du 17 au 23 juillet 1955. On y apprend le retour de l’émission pour l’été 1955. Comme l’année précédente, l’émission comprendra Fafouin, le pirate Maboul (écrit sans un « e » à la fin), la poupée Fanfreluche et l’horloge Gudule. On apprend également :

« […] Guy Messier, après avoir fait son apprentissage chez les Compagnons [de St-Laurent] avec Babar et le chapeau de Fortunatus, et après s’être mis en relations avec Léon Chancerel, a fondé la troupe du Grenier, troupe qui présentait des spectacles spécialement conçus, écrits et réalisés pour les enfants de 4 à 12 ans et qui a joué à Montréal et aussi dans les principales villes de la province de Québec. Maintenant, c’est à la télévision que les enfants peuvent retrouver chaque semaine Fafouin et sa joyeuse bande. »

## Homonymie
Fafouin est également le nom d'un autre personnage interprété par Roger Giguère dans les séries télévisées Patofville de 1975 à 1976 et Patof voyage de 1976 à 1977 sur les ondes de Télé-Métropole.